# Nasco di Cagliari
Nasco di Cagliari DOC steht für weiße, meist süße Weine sowie Likörweine der italienischen Insel Sardinien. Das Gebiet mit seinen trockenen und vor allem süßen Weißweinen genießt seit dem 18. April 1979 den Status einer „kontrollierten Herkunftsbezeichnung“ (Denominazione di origine controllata – DOC), die zuletzt am 7. März 2014 aktualisiert wurde.
Die DOC wurde geschaffen, um der nur auf Sardinien angebauten Rebsorte Nasco eine Vermarktungsplattform zu liefern, da die Sorte nach der Reblaus-Katastrophe zu verschwinden drohte.

## Anbau
Die Zone umfasst Gemeinden in den Provinzen Cagliari, Carbonia Iglesias, Medio Campidano und Oristano. Die Weinberge dürfen nicht höher als 400 m liegen. Die erzeugten Mengen sind vergleichsweise gering.

## Erzeugung
Es gibt folgende Weintypen:
- Nasco di Cagliari
- Nasco di Cagliari Liquoroso
- Nasco di Cagliari Liquoroso Riserva

Die Weine müssen aus der Rebsorte Nasco hergestellt werden. Höchstens 5 % andere analoge Rebsorten, die für den Anbau in der Region Sardinien zugelassen sind, dürfen zugesetzt werden.
Alle Weine können sowohl trocken (secco) als auch süß (dolce) ausgebaut sein.
Beim Liquoroso wird die alkoholische Gärung durch Beigabe von Weingeist gestoppt. Die gespriteten Varianten Liquoroso und Liquoroso „Riserva“ haben 17,5 Vol.-% Alkoholgehalt. Ein Liquoroso mit zwei Jahren Reifung, wovon mindestens 1 Jahr im Holzfass, darf sich „Riserva“ nennen. Gute Varianten erinnern an einen Portwein der Variante Tawny.

## Beschreibung
Laut Denomination (Auszug):

### Nasco di Cagliari
- Farbe: von strohgelb bis goldgelb
- Geruch: fein, zart
- Geschmack: angenehm, charakteristisch, von trocken bis süß
- Alkoholgehalt: mindestens 13,5 Vol.-%
- Säuregehalt: mind. 4,0 g/l
- Trockenextrakt: mind. 18,0 g/l

### Nasco di Cagliari Liquoroso
- Farbe: von strohgelb bis goldgelb
- Geruch: intensiv, ätherisch, mit einem Anklang von reifen Früchten
- Geschmack: angenehm, von trocken bis süß
- Alkoholgehalt: mindestens 17,5 Vol.-%
- Säuregehalt: mind. 3,0 g/l
- Trockenextrakt: mind. 18,0 g/l